# SN 2007af
SN 2007af – supernowa typu Ia odkryta 14 marca 2007 roku w galaktyce NGC 5584. Jej maksymalna jasność wynosiła 13,32m.